# Molchanijaberget
Molchanijaberget är en kulle i Antarktis. Den ligger i Östantarktis. Norge gör anspråk på området. Toppen på Molchanijaberget är 2 423 meter över havet, eller 3 meter över den omgivande terrängen. Bredden vid basen är 0,38 km.
Terrängen runt Molchanijaberget är platt åt sydväst, men åt nordost är den kuperad. Trakten är obefolkad. Det finns inga samhällen i närheten. 